# Баранкабермеха
Баранкабермеха (на испански: Barrancabermeja) е град в Колумбия на източния бряг на река Магдалена в департамент Сантандер. Той е столица на провинция Марес и в него се намира най-голямата нефтена рафинерия в страната. Той е един от центровете на гражданската война в Колумбия.

## География
Баранкабермеха е разположен на 101 км (около два часа с кола) западно от столицата на департамента Букараманга. Граничи с общините Пуерто Вилчес на север; Пуерто Пара, Симакота и Сан Висенто де Чукури на юг и Хирон на изток, а на запад – с река Магдалена, отвъд която е департамент Антиокия. В миналото връзката между града и Антиокия се е осъществявала посредством ферибот, а днес на същото място се намира мост.

## История
До края 90-те години на 20 век градът е контролиран от различни партизански отряди като например марксистките Ехерсито де Либерасион Насионал (Армия за национално освобождение) и Фуерсас Армадас Револусионариас де Коломбия - Ехерсито дел Пуебло (Революционни бойни сили на Колумбия – народна армия) и маоистката Ехерсито Популар де Либерасион (Народна освободителна армия). През май 1998 г. голяма паравоенна групировка навлиза в града и преминавайки през по-бедните квартали убива седем души и отвлича още 25, които по-късно също са екзекутирани заради връзки с партизанските отряди. Твърди се, че това се е случило с подкрепата на офицери от колумбийската армия. От началото на новия век насам градът е под контрола на парамилитарната Аутодефенсас Унидас де Коломбия (Обединени колумбийски сили за самозащита) и колумбийската армия.

## Климат
Климатът е горещ и влажен, което е предпоставка за наличието на комари в града и околностите му.

## Забележителности и култура
Културният живот на града е повлиян от нефтената промишленост и миграцията на работници от цялата страна в посока Баранкабермеха, но в него голямо присъствие има и карибския бит.
Нощният живот е разнообразен, с множество заведения за танци на салса и меренге, а в района на пристанището се намират много барове.

## Транспорт
Летище Яригуес на 10 км от града обслужва полети от и до столицата Богота, като има планове за откриване на линии до Меделин и Букараманга.

## Спорт
Най-популярният футболен отбор в града е Алианса Петролера, който има една шампионска титла на втора дивизия, а от 2013 г. играе в елитната дивизия.

## Побратимени градове
- Сиудад дел Кармен, 2004
- Хюстън, 2013